# SCR-584
SCR-584 (сокращение от Set, Complete, Radio) — микроволновый радар с автоматическим слежением, разработанный лабораторией излучений Массачусетского технологического института — RadLab во время Второй мировой войны. Стал одним из самых передовых наземных радаров своего времени и одним из основных радаров наведения артиллерии. Первый американский радар управления огнём, SCR-268 (1937 год), оказался недостаточно точным, отчасти из-за большой длины волны. В 1940 году Ванивар Буш, возглавлявший Национальный комитет оборонных исследований, создал «Микроволновый комитет» (секция D-1) и отдел «Управления огнём» (D-2) для разработки более совершенной радиолокационной системы ПВО в поддержку британских усилий по противовоздушной обороне. В сентябре того же года британская делегация, известная как «миссия Тизарда», сообщила американским и канадским исследователям о разработке магнетронного генератора, работающего в верхней части диапазона УВЧ (длина волны 10 см., частота 3 ГГц ), что позволило значительно повысить точность наведения. Буш организовал Массачусетском технологическом институте лабораторию Radlab  для разработки приложений с использованием этого метода. В частности, был разработан новый радар ПВО ближнего радиуса действия.
Альфред Ли Лумис, руководитель RadLab, выступал за разработку полностью автоматической системы слежения, управляемой сервомоторами. Это значительно облегчило задачу слежения за целями. Они также внедрили недавно разработанный микроволновый переключатель, который позволил использовать одну антенну для передачи и приема, что значительно упростило механическую компоновку так что получившаяся конструкция помещалась в трейлер (на илл.). Bell Telephone Laboratories в тесном контакте с RadLab разрабатывала электронно-аналоговый наводчик орудия, который должен был использоваться совместно с радаром и 90-мм зенитными орудиями с сервоприводом.
Радар планировалось ввести в действие в конце 1943 года, но из-за ряда задержек SCR-584 поступил в полевые части только в начале 1944 года. Новый радар оказался проще в использовании, чем  канадско-британский радар GL Mk. III, поэтому партия SCR-584 была отправлена в Англию, где они стали важной частью обороны от ракет Фау-1. К концу войны SCR-584 использовались также для отслеживания артиллерийских снарядов в полете в целях контрбатарейной борьбы.